# Артсен, Йозиас ван
Йозиас ван Артсен (нидерл. Jozias van Aartsen; 25 декабря 1947) — голландский политик. Член Народной партии за свободу и демократию. С 2008 по 2017 год мэр Гааги.

## Карьера
Министр сельского хозяйства с 1994 по 1998. Член парламента в 1998. Министр иностранных дел Нидерландов с 3 августа 1998 по 22 июля 2002. С 27 марта 2008 по 1 марта 2017 года мэр Гааги. С 4 декабря 2017 по 12 июля 2018 года мэр Амстердама.